# عقاب در برف
عقاب در برف (انگلیسی: Eagle in the Snow) یک رمان تخیلی تاریخی محصول ۱۹۷۰، نوشته والاس بریم است که حول محور ژنرال امپراتوری رومپائولینوس گایوس ماکسیموس، یک پیرو میترائیسم در عصر مسیحی‌سازی، در بریتانیا و ژرمانیا، بین اواخر قرن چهارم و اوایل قرن پنجم می‌چرخد.